# Fleurier
Fleurier – miejscowość w gminie Val-de-Travers w Szwajcarii, w kantonie Neuchâtel. Powierzchnia wynosi 7,74 km². liczy 3518 mieszkańców (31 grudnia 2007 r.). W miejscowości znajdują się dwie luksusowe firmy zegarmistrzowskie Bovet Fleurier oraz Parmigiani Fleurier. Do 31 grudnia 2008 samodzielna gmina.

## Osoby

### związane z miejscowością
Daniel Bovet
Édouard Bovet
George Bovet
Charles Édouard Guillaume
Jacques Hainard
Léo Lesquereux
Robert Miles
Yvan Perrin
Marc Reift
Léon Savary
Georges Vaucher